# Rodrigo Pinto Pizarro de Almeida Carvalhais
Rodrigo Pinto Pizarro de Almeida Carvalhais, unique baron da Ribeira de Sabrosa (1788-1841), est un militaire, un homme d'État, et Président du Conseil du Portugal.

## Biographie
Il contribue à la révolte libérale du Maranhão en 1821/1822. Il est l'auteur de l'ultimatum adressé à D. Maria Isabel, la forçant à prêter serment de la Charte de 1826. Élu député en 1834, il ne parvient cependant pas à siéger car les Cortes annulent cette élection. Il est membre fondateur de la Société patriotique Lisboète le 9 mars 1836. Il est réélu député en 1837, Président du ministère, ministre de la guerre et des affaires étrangères du 18 avril au 26 novembre 1839, le dernier gouvernement pleinement septembriste. Il est élu sénateur en 1838 et 1840.
Il reçoit le titre de baron par décret du 22 septembre 1835 de la reine Marie II de Portugal.